# Monterey Grand Prix 2022
Navigation
Édition précédente Édition suivante
Le Grand Prix de Monterey 2022 (officiellement appelé 2022 Hyundai Monterey Sports Car Championship Presented by MOTUL) a été une course de voitures de sport organisée sur le WeatherTech Raceway Laguna Seca à Monterey en Californie, aux États-Unis qui s'est déroulée du 29 avril 2022 au 1er mai 2022. Il s'agissait de la quatrième manche du championnat WeatherTech SportsCar Championship 2022 et toutes les catégories DPi, LMP2, GTD Pro & GTD ont participé à la course.

## Course

### Classement de la course
Voici le classement provisoire au terme de la course.
- Les vainqueurs de chaque catégorie sont signalés par un fond jauni.
- Pour la colonne Pneus, il faut passer le curseur au-dessus du modèle pour connaître le manufacturier de pneumatiques.

| Pos     | Classe  | no | Écurie                                 | Pilotes                                 | Châssis                                 | Pneus | Tours | Temps                 |
| ------- | ------- | -- | -------------------------------------- | --------------------------------------- | --------------------------------------- | ----- | ----- | --------------------- |
| Pos     | Classe  | no | Écurie                                 | Pilotes                                 | Moteur                                  | Pneus | Tours | Temps                 |
| 1       | DPi     | 10 | Konica Minolta Acura                   | Filipe Albuquerque Ricky Taylor         | Acura ARX-05                            | M     | 117   | 2 h 41 min 05 s 230   |
| 1       | DPi     | 10 | Konica Minolta Acura                   | Filipe Albuquerque Ricky Taylor         | Acura AR35TT 3,5 L V6 Turbo             | M     | 117   | 2 h 41 min 05 s 230   |
| 2       | DPi     | 60 | Meyer Shank Racing avec Curb Agajanian | Tom Blomqvist Oliver Jarvis             | Acura ARX-05                            | M     | 117   | + 1 s 080             |
| 2       | DPi     | 60 | Meyer Shank Racing avec Curb Agajanian | Tom Blomqvist Oliver Jarvis             | Acura AR35TT 3,5 L V6 Turbo             | M     | 117   | + 1 s 080             |
| 3       | DPi     | 31 | Whelen Engineering Racing              | Pipo Derani Tristan Nunez               | Cadillac DPi-V.R                        | M     | 117   | + 26 s 744            |
| 3       | DPi     | 31 | Whelen Engineering Racing              | Pipo Derani Tristan Nunez               | Cadillac 5,5 L V8 Atmo                  | M     | 117   | + 26 s 744            |
| 4       | DPi     | 5  | JDC Miller Motorsports                 | Tristan Vautier Richard Westbrook       | Cadillac DPi-V.R                        | M     | 117   | + 33 s 375            |
| 4       | DPi     | 5  | JDC Miller Motorsports                 | Tristan Vautier Richard Westbrook       | Cadillac 5,5 L V8 Atmo                  | M     | 117   | + 33 s 375            |
| 5       | DPi     | 02 | Cadillac Racing                        | Earl Bamber Alex Lynn                   | Cadillac DPi-V.R                        | M     | 116   | + 1 Tour              |
| 5       | DPi     | 02 | Cadillac Racing                        | Earl Bamber Alex Lynn                   | Cadillac 5,5 L V8 Atmo                  | M     | 116   | + 1 Tour              |
| 6       | LMP2    | 8  | Tower Motorsport                       | Louis Delétraz John Farano              | Oreca 07                                | M     | 114   | + 3 Tours             |
| 6       | LMP2    | 8  | Tower Motorsport                       | Louis Delétraz John Farano              | Gibson GK428 4,2 L V8 Atmo              | M     | 114   | + 3 Tours             |
| 7       | LMP2    | 18 | Era Motorsport                         | Ryan Dalziel Dwight Merriman            | Oreca 07                                | M     | 114   | + 3 Tours             |
| 7       | LMP2    | 18 | Era Motorsport                         | Ryan Dalziel Dwight Merriman            | Gibson GK428 4,2 L V8 Atmo              | M     | 114   | + 3 Tours             |
| 8       | LMP2    | 81 | DragonSpeed USA                        | Henrik Hedman Juan Pablo Montoya        | Oreca 07                                | M     | 113   | + 4 Tours             |
| 8       | LMP2    | 81 | DragonSpeed USA                        | Henrik Hedman Juan Pablo Montoya        | Gibson GK428 4,2 L V8 Atmo              | M     | 113   | + 4 Tours             |
| 9       | LMP2    | 52 | PR1/Mathiasen Motorsports              | Josh Pierson Patrick Kelly              | Oreca 07                                | M     | 113   | + 4 Tours             |
| 9       | LMP2    | 52 | PR1/Mathiasen Motorsports              | Josh Pierson Patrick Kelly              | Gibson GK428 4,2 L V8 Atmo              | M     | 113   | + 4 Tours             |
| 10      | LMP2    | 11 | PR1/Mathiasen Motorsports              | Jonathan Bomarito Steven Thomas         | Oreca 07                                | M     | 113   | + 4 Tours             |
| 10      | LMP2    | 11 | PR1/Mathiasen Motorsports              | Jonathan Bomarito Steven Thomas         | Gibson GK428 4,2 L V8 Atmo              | M     | 113   | + 4 Tours             |
| 11      | LMP2    | 20 | High Class Racing                      | Dennis Andersen Anders Fjordbach        | Oreca 07                                | M     | 113   | + 4 Tours             |
| 11      | LMP2    | 20 | High Class Racing                      | Dennis Andersen Anders Fjordbach        | Gibson GK428 4,2 L V8 Atmo              | M     | 113   | + 4 Tours             |
| 12      | GTD Pro | 9  | Pfaff Motorsports                      | Matt Campbell Mathieu Jaminet           | Porsche 911 GT3 R                       | M     | 107   | + 10 Tours            |
| 12      | GTD Pro | 9  | Pfaff Motorsports                      | Matt Campbell Mathieu Jaminet           | Porsche MA1.76/MDG.G 4,0 L Flat-6 Atmo  | M     | 107   | + 10 Tours            |
| 13      | GTD Pro | 14 | Vasser-Sullivan Racing                 | Ben Barnicoat Jack Hawksworth           | Lexus RC F GT3                          | M     | 107   | + 10 Tours            |
| 13      | GTD Pro | 14 | Vasser-Sullivan Racing                 | Ben Barnicoat Jack Hawksworth           | Toyota 2UR 5,0 L V8 Atmo                | M     | 107   | + 10 Tours            |
| 14      | GTD Pro | 25 | BMW Team RLL                           | Connor De Phillippi John Edwards        | BMW M4 GT3                              | M     | 107   | + 10 Tours            |
| 14      | GTD Pro | 25 | BMW Team RLL                           | Connor De Phillippi John Edwards        | BMW S58B30T0 3,0 L i6 M TwinPower Turbo | M     | 107   | + 10 Tours            |
| 15      | GTD Pro | 3  | Corvette Racing                        | Antonio García Jordan Taylor            | Chevrolet Corvette C8.R GTD             | M     | 107   | + 10 Tours            |
| 15      | GTD Pro | 3  | Corvette Racing                        | Antonio García Jordan Taylor            | Chevrolet 5,5 L V8 Atmo                 | M     | 107   | + 10 Tours            |
| 16      | GTD     | 16 | Wright Motorsports                     | Ryan Hardwick Jan Heylen                | Porsche 911 GT3 R                       | M     | 107   | + 10 Tours            |
| 16      | GTD     | 16 | Wright Motorsports                     | Ryan Hardwick Jan Heylen                | Porsche MA1.76/MDG.G 4,0 L Flat-6 Atmo  | M     | 107   | + 10 Tours            |
| 17      | GTD     | 39 | CarBahn avec Peregrine Racing          | Robert Megennis Jeff Westphal           | Lamborghini Huracán GT3 Evo             | M     | 107   | + 10 Tours            |
| 17      | GTD     | 39 | CarBahn avec Peregrine Racing          | Robert Megennis Jeff Westphal           | Lamborghini 5,2 L V10 Atmo              | M     | 107   | + 10 Tours            |
| 18      | GTD     | 96 | Turner Motorsport                      | Bill Auberlen Robby Foley               | BMW M4 GT3                              | M     | 107   | + 10 Tours            |
| 18      | GTD     | 96 | Turner Motorsport                      | Bill Auberlen Robby Foley               | BMW S58B30T0 3,0 L i6 M TwinPower Turbo | M     | 107   | + 10 Tours            |
| 19      | GTD Pro | 23 | Heart of Racing Team                   | Ross Gunn Alex Riberas                  | Aston Martin Vantage AMR GT3            | M     | 107   | + 10 Tours            |
| 19      | GTD Pro | 23 | Heart of Racing Team                   | Ross Gunn Alex Riberas                  | Aston Martin 4,0 L V8 Turbo             | M     | 107   | + 10 Tours            |
| 20      | GTD     | 1  | Paul Miller Racing                     | Bryan Sellers Madison Snow              | BMW M4 GT3                              | M     | 107   | + 10 Tours            |
| 20      | GTD     | 1  | Paul Miller Racing                     | Bryan Sellers Madison Snow              | BMW S58B30T0 3,0 L i6 M TwinPower Turbo | M     | 107   | + 10 Tours            |
| 21      | GTD     | 32 | Gilbert / Korthoff Motorsports         | Dirk Mueller Stevan McAleer             | Mercedes-AMG GT3 Evo                    | M     | 107   | + 10 Tours            |
| 21      | GTD     | 32 | Gilbert / Korthoff Motorsports         | Dirk Mueller Stevan McAleer             | Mercedes-Benz M159 6,2 L V8 Atmo        | M     | 107   | + 10 Tours            |
| 22      | GTD     | 42 | NTe Sport/SSR                          | Marco Holzer Jaden Conwright            | Lamborghini Huracán GT3 Evo             | M     | 107   | + 10 Tours            |
| 22      | GTD     | 42 | NTe Sport/SSR                          | Marco Holzer Jaden Conwright            | Lamborghini 5,2 L V10 Atmo              | M     | 107   | + 10 Tours            |
| 23      | GTD Pro | 79 | WeatherTech Racing                     | Cooper MacNeil Daniel Juncadella        | Mercedes-AMG GT3 Evo                    | M     | 107   | + 10 Tours            |
| 23      | GTD Pro | 79 | WeatherTech Racing                     | Cooper MacNeil Daniel Juncadella        | Mercedes-Benz M159 6,2 L V8 Atmo        | M     | 107   | + 10 Tours            |
| 24      | GTD     | 27 | Heart of Racing Team                   | Roman De Angelis (en) Maxime Martin     | Aston Martin Vantage AMR GT3            | M     | 107   | + 10 Tours            |
| 24      | GTD     | 27 | Heart of Racing Team                   | Roman De Angelis (en) Maxime Martin     | Aston Martin 4,0 L V8 Turbo             | M     | 107   | + 10 Tours            |
| 25      | GTD     | 12 | Vasser-Sullivan Racing                 | Frankie Montecalvo Aaron Telitz         | Lexus RC F GT3                          | M     | 107   | + 10 Tours            |
| 25      | GTD     | 12 | Vasser-Sullivan Racing                 | Frankie Montecalvo Aaron Telitz         | Toyota 2UR 5,0 L V8 Atmo                | M     | 107   | + 10 Tours            |
| 26      | GTD     | 28 | Alegra Motorsports                     | Daniel Morad Michael de Quesada         | Mercedes-AMG GT3 Evo                    | M     | 106   | + 11 Tours            |
| 26      | GTD     | 28 | Alegra Motorsports                     | Daniel Morad Michael de Quesada         | Mercedes-Benz M159 6,2 L V8 Atmo        | M     | 106   | + 11 Tours            |
| 27      | GTD     | 99 | Team Hardpoint                         | Rob Ferriol Katherine Legge             | Porsche 911 GT3 R                       | M     | 106   | + 11 Tours            |
| 27      | GTD     | 99 | Team Hardpoint                         | Rob Ferriol Katherine Legge             | Porsche MA1.76/MDG.G 4,0 L Flat-6 Atmo  | M     | 106   | + 11 Tours            |
| 28      | GTD     | 34 | GMG Racing                             | Kyle Washington James Sofronas (en)     | Porsche 911 GT3 R                       | M     | 105   | + 12 Tours            |
| 28      | GTD     | 34 | GMG Racing                             | Kyle Washington James Sofronas (en)     | Porsche MA1.76/MDG.G 4,0 L Flat-6 Atmo  | M     | 105   | + 12 Tours            |
| 29      | GTD     | 51 | Rick Ware Racing                       | Ryan Eversley (en) Aidan Read           | Acura NSX GT3 Evo22                     | M     | 103   | + 14 Tours            |
| 29      | GTD     | 51 | Rick Ware Racing                       | Ryan Eversley (en) Aidan Read           | Acura 3,5 L V6 Turbo                    | M     | 103   | + 14 Tours            |
| 30 Abd. | GTD     | 70 | Inception Racing                       | Brendan Iribe Frederik Schandorff       | McLaren 720S GT3                        | M     | 45    | Problème de diffuseur |
| 30 Abd. | GTD     | 70 | Inception Racing                       | Brendan Iribe Frederik Schandorff       | McLaren M840T 4,0 l V8 Bi-Turbo         | M     | 45    | Problème de diffuseur |
| 31 Abd. | GTD     | 57 | Winward Racing                         | Philip Ellis Russell Ward (en)          | Mercedes-AMG GT3 Evo                    | M     | 21    | Accident              |
| 31 Abd. | GTD     | 57 | Winward Racing                         | Philip Ellis Russell Ward (en)          | Mercedes-Benz M159 6,2 L V8 Atmo        | M     | 21    | Accident              |
| 32 Abd. | DPi     | 01 | Cadillac Racing                        | Sébastien Bourdais Renger van der Zande | Cadillac DPi-V.R                        | M     | 10    | Problèmes électriques |
| 32 Abd. | DPi     | 01 | Cadillac Racing                        | Sébastien Bourdais Renger van der Zande | Cadillac 5,5 L V8 Atmo                  | M     | 10    | Problèmes électriques |

## Pole position et record du tour
- Pole position :  Ricky Taylor (#10 Konica Minolta Acura) en 1 min 13 s 924
- Meilleur tour en course :  Tom Blomqvist (#60 Meyer Shank Racing avec Curb Agajanian) en 1 min 15 s 546

## Tours en tête
- no 10 Acura ARX-05 - Konica Minolta Acura :  tours (1-60 / 67-117)[2]
- no 60 Acura ARX-05 - Meyer Shank Racing : 6 tours (61-66)

## À noter
- Longueur du circuit : 2,238 mi (3,219 km)
- Distance parcourue par les vainqueurs : 261,846 mi (420,039 km)